# Brinolfo III de Escara
Brinolfo III de Escara (em latim: Brynolphus Scarensis), também chamado Brinolfo Filho de Gerlaco (em sueco: Brynolf Gerlaksson; em latim: Brynolphus Gerlaci) foi prelado  sueco século XV que serviu como bispo católico de Escara de 1478 até sua morte. Era de uma família nobre pouco conhecida, sobre a qual só se conhece seu brasão. Entrou na Universidade de Rostoque em 1468 e em 1478 tornar-se-ia bispo. Dentre suas contribuições como bispo estão a impressão do Breviário de Escara de 1493, que regulou a observância dos ritos segundo as horas canônicas dentro de seu bispado, a construção da sede bispal de Husaby e a reconstrução do Castelo de Läckö. Também criou uma irmandade religiosa dentro de sua catedral com recursos próprios e se envolveu no processo de canonização de Brinolfo I. Faleceu em 1505.

## Vida

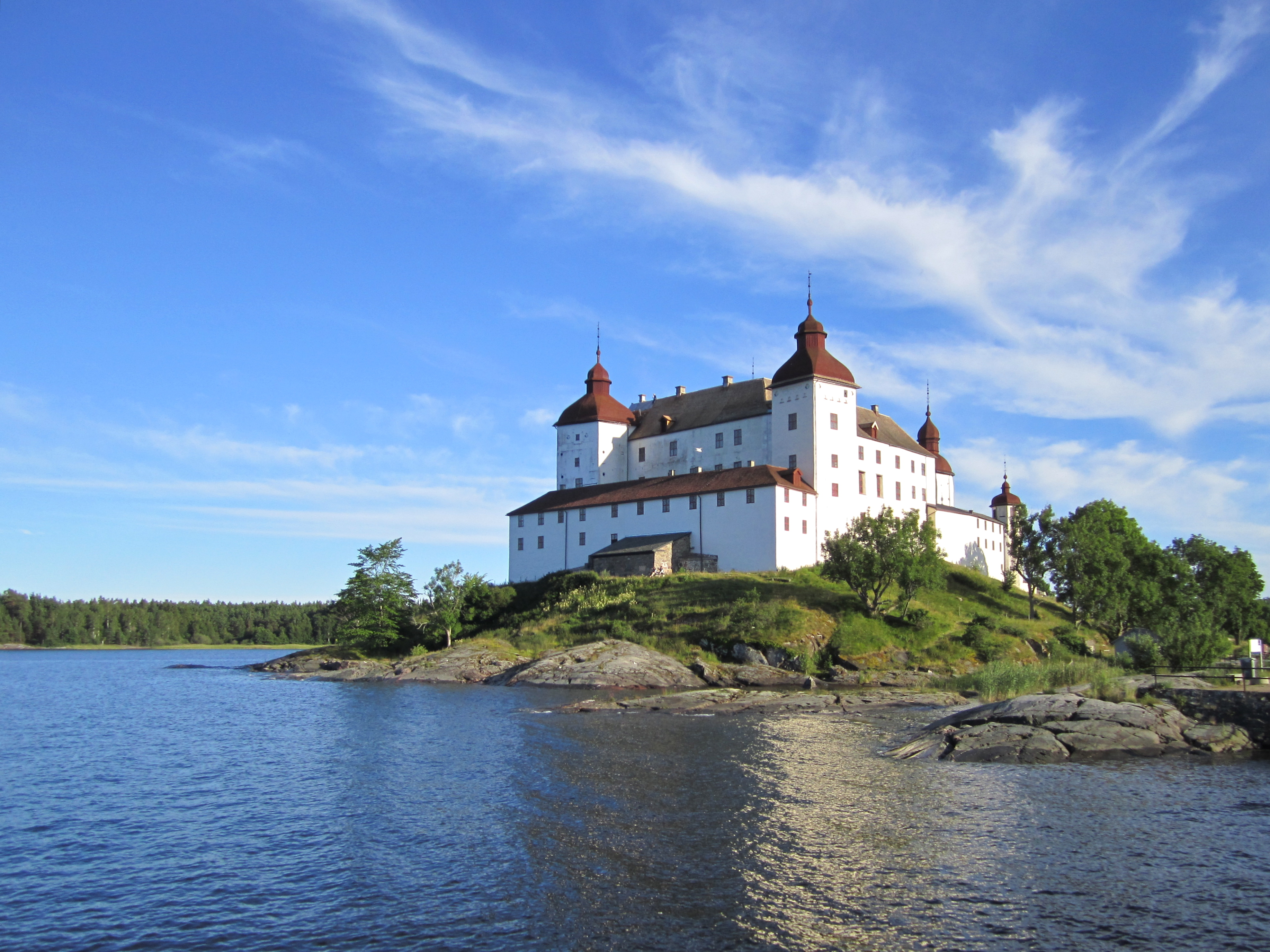
Castelo de Läckö

Brinolfo era filho de Gerlaco e pertencia a uma família nobre desconhecida, cuja única informação concreta era que usava um brasão com padrão xadrez. Talvez pertencesse à família do conselheiro e cavaleiro norueguês Érico de Rodaberga, na paróquia de Bro, do Condado de Bohus, cujo brasão também tinha um padrão xadrez. É possível que Brinolfo ainda fosse parente de João de Falem, da Gotalândia Ocidental, talvez seu afilhado devido a um segundo casamento de sua mãe, pois numa carta bispal refere-se a ele como "nosso amado pai". Na infância, Brinolfo permaneceu vários anos no exterior. Em 24 de setembro de 1468, entrou na Universidade de Rostoque e durante as férias de inverno de 1469-1470, tornou-se bacharel em artes. No começo de 1478, em algum momento antes de 19 de março, foi eleito bispo de Escara. Pensa-se que talvez já fosse decano na Gotalândia Ocidental e que sua nomeação foi feita pelo papa Sisto IV (r. 1471–1484) em 28 de julho. Seja como for, como bispo, desenvolveu atividade zelosa e versátil, registrada nos anais da diocese.
Pouco após a nomeação, em 16 de outubro, e usando bens próprios, fundou a "irmandade" na catedral, cuja existência foi reforçada por uma doação de Érico de Rodaberga. Também se envolveu em projetos de construção como a fortificação da fazenda episcopal de Läckö, a reconstrução do castelo homônimo que havia sido parcialmente destruído por um incêndio na década de 1470, e uma residência de pedra para abrigar o bispo em Husaby, na qual pôs imagens de todos os bispos com legendas rimadas. A decoração se perdeu, porém o texto se preservou por um registro do século XVI; o texto foi produzido parafraseando a prosaica crônica dos bispos locais, que narrava a história eclesiástica local até 1238, e outras fontes posteriores. Também teve interesse no reconhecimento da santidade de Brinolfo I, cuja canonização já havia sido solicitada no Concílio de Constança (1414–1418) mas só se efetivou com a translação das relíquias à Catedral de Escara em 16 de agosto de 1492 sob ordens de Inocêncio VIII, a impressão dos documentos do concílio por Brinolfo III sob o nome de Vida de Brinolfo (em latim: Vita Brynolphi) e uma carta e bula de reconhecimento obtida pelo emissário sueco Hemming Gadh em Roma do papa Alexandre VI.

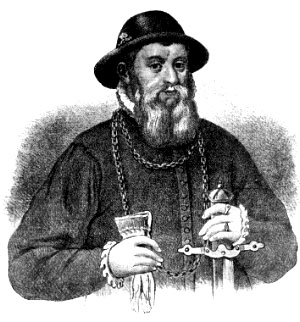
Sten Sture

Em suas viagens missionários no bispado, descobriu que era precária a observância dos ritos da Igreja segundo as horas canônicas e para remediar o problema, fez o Breviário de Escara (em latim: Brevarium Scarense), originalmente publicada em 12 de abril de 1493, mas melhor conhecido por sua edição de 24 de abril de 1498 de Nurembergue. Brinolfo também se notabilizou por sua participação política. Em todo seu bispado, foi presente nas várias reuniões do conselho real, sobretudo as sueco-danesas que deram a João da Dinamarca (r. 1481–1513) ao trono sueco. Manteve boas relações com o regente Sten Sture por um bom tempo, mas na década de 1490 se uniu à maioria do conselho e apoiou sua deposição em 1497 e a ascensão de João. O exército popular sueco prendeu-o em Husaby por sua decisão, mas após a vitória final de João em outubro, Brinolfo foi libertado e com apoio do rei em Estocolmo e do papa, recebeu uma compensação de 500 marcos.
Seu apoio ao rei foi breve, pois em 1501 era um dos notáveis da Suécia que re-apoiou Sten Sture e esteve na reunião em Estocolmo em 12 de novembro que o reempossou como regente. Desde então, Brinolfo continuou pelo resto da vida filiado ao partido nacional. Participou na reunião de posse de Svante no início de 1504 e no outono do mesmo ano esteve noutra reunião em Estocolmo. Sua última carta ao novo governante, com a qual aparentemente estava ligado por amizade pessoal, é datada de 21 de março de 1505, e seu conteúdo mostra que ainda estava em bom vigor e em plena atividade, mas apenas algumas semanas depois disso, em 30 de abril, seu sucessor, o bispo Vicente, escreveu a Svante relatando a morte de Brinolfo e sua sucessão em Escara.